# Giuseppe De Nicola
Giuseppe De Nicola (* 24. März 1876 in Neapel; † 16. Mai 1958) war ein italienischer römisch-katholischer Geistlicher und Weihbischof in Neapel.

## Leben
Giuseppe De Nicola empfing am 27. Mai 1899 das Sakrament der Priesterweihe.
Am 3. Oktober 1941 ernannte ihn Papst Pius XII. zum Titularbischof von Pergamum und zum Weihbischof in Neapel. Der Erzbischof von Neapel, Alessio Kardinal Ascalesi CPPS, spendete ihm am 26. Oktober desselben Jahres die Bischofsweihe; Mitkonsekratoren waren die Weihbischöfe in Neapel, Giuseppe d’Alessio und Alfonso Ferrandina.
Pius XII. ernannte ihn am 6. September 1955 zum Titularerzbischof von Rhoina.